# Horningsham
Horningsham, è un piccolo villaggio e una parrocchia civile della contea del Wiltshire che si trova a circa 6 km a sud-ovest della città di Warminster e a 7 km a sud-est di Frome nel Sud Ovest dell'Inghilterra, Regno Unito.

## Geografia

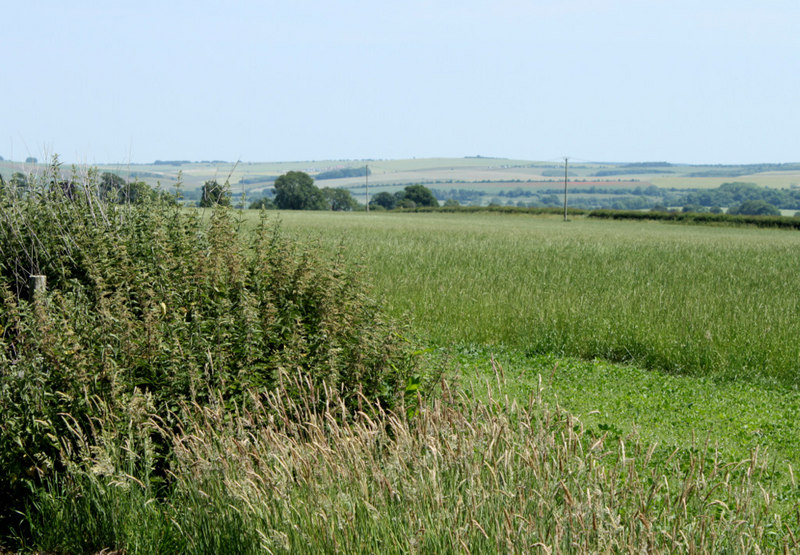
Territorio agricolo nella frazione di Hitcombe Bottom

### Territorio
Il territorio della parrocchia civile di Horningsham occupa una superficie di 13.95 km² con un livello medio sul mare di 207 metri. Si trova al confine con la contea del Somerset e fa parte della tenuta di Longleat. Si tratta di una parrocchia sparsa tra Warminster e Frome. Il terreno è leggero e sabbioso con un sottosuolo argilloso, in parte ghiaioso e in parte calcareo.

## Storia
Rientrando nella tenuta di Longleat è di proprietà del marchese di Bath. Viene citata nel Domesday ma a quel tempo era molto piccola, consistendo in un insediamento con piccoli proprietari terrieri che copriva circa 120 acri. Il nome "Horninges-ham" significa "fattoria di Horning", e il nome proprio deriva probabilmente dal sostantivo dispregiativo "hornung", che significa "bastardo". L'antico villaggio chiamato Little Horningsham si trovava a sud del villaggio recente, oltre Pottle Street. Entrò a far parte del feudo di Horningsham nel XV secolo. Non ci sono tumuli all'interno del villaggio. Vicino al confine parrocchiale, sulla strada per Frome, si trovano i resti del Castello di Woodhouse. Nel XVII secolo apparteneva alla famiglia realista Arundel e di conseguenza fu attaccato durante la guerra civile. I danni furono così gravi che fu impossibile riutilizzare castello una volta ristabilita la pace. La famiglia si trasferì così a Horningsham e si costruì una grande casa padronale sotto la chiesa. A Baycliff Farm, vicino al confine con Maiden Bradley, si trova il sito di un antico insediamento dell'età del Ferro. Lo studioso Colt Hoare vi scorse "segni evidenti di un villaggio britannico".
La parrocchia cambiò proprietà diverse volte prima che i Thynne la acquistassero per la seconda volta nel 1716. La famiglia Vernon, che la possedeva durante il XII secolo, fu la fondatrice della chiesa del villaggio. Gli Stantor la tennero per i successivi 200 anni, vendendola a Sir John Thynne intorno al 1550. Dopo la guerra civile il maniero passò agli Arundel, e la famiglia che fu costretta ad abbandonare il suo castello di Woodhouse e si costruì una nuova dimora signorile vicino alla chiesa. Sir John Thynne aveva già ampliato le dimensioni della parrocchia acquistando altri terreni. Il suo discendente, il I marchese di Bath, era molto interessato alla silvicoltura e incaricò Capability Brown di impiantare ampie piantagioni di faggi e pini. Gradualmente silvicoltura e agricoltura si affermarono come le due principali fonti di occupazione e reddito. La situazione non cambiò fino alla fine del XX secolo, quando il turismo prese il sopravvento.
Sulla strada principale si trovano tre cottage annessi alla scuola, costruiti intorno al 1700 come casa padronale. Nel 1737 questa era la residenza del II visconte Weymouth, che lasciò Longleat dopo la morte della giovane moglie. Morì disperato nel 1751 e fu sepolto nel cimitero di Horningsham. Accanto alla chiesa, nel parco sottostante, si trova The Manor House, un pregevole edificio del XVII secolo, occupato dalla famiglia Arundel quando lasciò il castello di Woodhouse. Si dice che i camini della casa provengano dal castello. Più avanti lungo la strada si trovano gli ospizi del villaggio. Tre cottage furono costruiti a schiera nel XVII secolo e il loro affitto costava uno scellino a settimana nel 1910.
Nelle vicinanze si trova la zona conosciuta come The Island. Qui sorgeva un grande lanificio e una fabbrica di coperte, di proprietà della famiglia Everett tra la fine del XVIII e l'inizio del XIX secolo. William Everett costruì Holywell House per sé intorno al 1750. In seguito fu occupata dal medico del villaggio. La Round House, adiacente, era un essiccatoio per la lana nel XVIII secolo e originariamente era annessa a un cottage e a un laboratorio. Mill Farm in Water Lane fu un mulino funzionante fino al 1909. Prima di allora macinava la farina del villaggio e anche l'orzo per il foraggio dei fagiani. La ruota idraulica e i macchinari furono smantellati e venduti nel 1910. In precedenza nelle vicinanze sorgeva un mulino da seta, probabilmente di proprietà di William Mears, le cui iniziali sono impresse sul muro dell'86 di Water Lane. Proseguendo lungo Water Lane si trova la Sala Comunale. Questa fu costruita nel 1930 dal V marchese di Bath in memoria della moglie. L'edificio era originariamente la palestra della Reform School di Tascroft, a Warminster. Quando la scuola chiuse, la palestra fu smantellata e trasferita a Horningsham. Sostituì una baracca di lamiera, che era stata utilizzata dal Women's Institute e dal Men's Club dal 1920. Al tempo del Domesday, Horningsham era molto piccola, con una popolazione stimata di appena 25 abitanti. La popolazione raggiunse il picco di 1323 abitanti nel 1831. La recinzione dei terreni comunali e il declino del commercio tessile contribuirono entrambi a una forte disoccupazione all'inizio del XIX secolo. Il marchese di Bath incoraggiò attivamente l'emigrazione, in particolare verso il Canada, e contribuì con 1000 sterline alle spese per il loro viaggio.
Tra il 1797 e il 1799, in generale, le case del villaggio erano in buone condizioni. La seconda marchesa decise di effettuare alcuni censimenti. Oltre a prendere nota delle persone che vivevano in ogni casa, ne descrisse anche le condizioni e il giardino. Ad esempio fece prendere nota con: "Uomo e donna molto perbene. Casa decente e ben tenuta. Giardino tollerabile". Thomas Davis, che effettuò il censimento, non esitò a essere scortese quando necessario. "Casa in buone condizioni. Persona molto pigra e pigra, maltratta la moglie. Casa molto sporca e in pessimo stato". Il numero di nuclei familiari durante il XIX secolo era in media di 250, con circa quattro persone per casa. In seguito molte case sono state unificate. All'inizio del XIX secolo esisteva un ospizio per i poveri e ai pochi residenti veniva dato denaro per il proprio sostentamento, il che è piuttosto insolito. Chiuse nel 1841. Durante il rigido inverno del 1819, ai poveri di Horningsham furono date una tonnellata di manzo e tre tonnellate di farina. La seconda marchesa donò inoltre a ogni famiglia della tenuta una copia di una selezione degli scritti di Cobbett sull'autosufficienza. Si preoccupava molto del benessere degli abitanti della tenuta e le sue visite contribuirono a stringere legami più stretti tra loro.
Nel corso dei secoli sono state istituite numerose associazioni benefiche, la più nota delle quali è quella dell'Alto Sceriffo del Wiltshire, Jeremiah Crey, che lasciò un terreno a Kingston Deverill, i cui interessi sono destinati a finanziare l'istruzione dei bambini poveri. L'associazione esiste ancora e ad ogni bambino è consentito usare il buono ricevuto per acquistare un libro. Le altre quattro associazioni benefiche, che sono state chiuse, venivano utilizzate per donare beni come carbone o pane. Nella seconda metà del XVIII secolo nacquero numerose Società di Amichevole locali e Horningsham non fece eccezione. La prima Società fu fondata nel 1791. Il suo nome cambiò più volte, ma continuò a esistere fino agli anni sessanta del XX secolo. In cambio di un piccolo contributo settimanale, i membri potevano attingere al fondo in caso di malattia o difficoltà economiche. Il villaggio ebbe un proprio medico per 50 anni, James Bothwell, che era arrivato nel 1878, fu uomo stimato e rispettato che trascorse tutta la sua vita lavorativa a Horningsham. Per 24 anni fu assistito da un'infermiera parrocchiale. Dopo il 1930, i pazienti furono assistiti dallo studio di Warminster.
Nel 1875 si verificò un'epidemia di difterite, che causò 17 decessi su 54 casi. Il rapporto dell'ispettore governativo affermò che, in generale, Horningsham era una comunità molto sana, con buone abitazioni, un sistema di drenaggio adeguato e acqua pulita. L'ispettore non giunse ad alcuna conclusione sull'origine dell'epidemia. L'offerta di attività ricreative organizzate iniziò negli anni novanta del XIX secolo con la Reading Room. Si trattava di un cottage in Church Street dove gli uomini potevano giocare a biliardo o leggere il giornale. All'inizio del XX secolo nacquero club di cricket e di calcio. Dal 1920 esiste una sala comunale, dove sono attivi numerosi club e gruppi.
Horningsham cambiò radicalmente dopo la guerra. Poche persone nel villaggio vi sono effettivamente nate. Nel 1901 la popolazione era di 742 abitanti e fino al 1940 la terra era la principale fonte di sostentamento. Il numero di abitanti diminuì con l'introduzione dei macchinari e gli agricoltori furono costretti a ridurre la manodopera per far fronte al calo dei prezzi. La Longleat Forestry non acquistò le sue prime attrezzature meccaniche prima del 1950 circa. Dal 1940 tutte le piccole fattorie del villaggio scomparvero gradualmente sino a ridursi a solo cinque fattorie: Mill Farm, Parsonage Farm, Lower Barn, Round Hill e Baycliffe.
Dopo la seconda guerra mondiale, il Dipartimento Forestale fu il principale datore di lavoro e, ancora nel 1950, impiegava fino a 100 uomini. Tuttavia, i costi aumentarono vertiginosamente negli anni novanta del XX secolo e nel 1999 il deposito di legname fu venduto a una società esterna. A quel tempo, la principale fonte di reddito divenne il turismo e quindi anche la principale fonte di occupazione. Horningsham fu autosufficiente fino al 1939 circa, poiché disponeva di tutte le attività artigianali necessarie. Nel 1903 avevamo un medico, un'infermiera, un poliziotto, sei contadini, quattro lattai, tre negozianti, due trasportatori, due sarti, un carradore, un impresario di pompe funebri, un rivenditore di birra, un macellaio, un fabbro e una postina. Spesso un uomo svolgeva più lavori per avere un reddito sufficiente. George Beauchamp, ad esempio, era agricoltore, tappezziere e rivenditore di birra. Gradualmente, con il miglioramento dell'accesso ai centri abitati e della meccanizzazione, queste piccole imprese fallirono, incapaci di competere. La prima fornitura idrica fu inviata a Longleat nel 1883. Una conduttura proveniente dalla vecchia sorgente di Malt House lungo Pottle Street fu installata per inviare acqua alla casa esclusivamente per precauzione antincendio. Una fornitura da White Street fu installata nel 1904. Una pompa fu installata su The Common intorno al 1914. Una cartolina illustrata di questa vista mostra chiaramente tre sentieri ben battuti che conducono tutti alla pompa. L'elettricità fu disponibile nel 1938, quando fu installata l'illuminazione elettrica nella chiesa. Inizialmente la casa aveva un proprio generatore, ma fu collegata alla rete elettrica nazionale nel 1939, con l'arrivo della Royal School. Nel 1900 Longleat House era ancora una casa di famiglia. Vi lavarovano 43 persone, 14 nelle scuderie e 25 uomini nell'orto. Sebbene lo scoppio della prima guerra mondiale avesse avuto scarsi effetti sulla vita della nobiltà rurale, la situazione nel 1918 divenne molto diversa. Il vasto sconvolgimento sociale causato dalla guerra aveva reso quasi inevitabile il crollo definitivo dello stile di vita rurale. Ogni giovane disponibile a Horningsham si arruolò. Una soluzione arrivò finalmente nel 1939, quando Lord Bath si offrì di cedere Longleat alla Royal School for Officers of the Army, una scuola pubblica femminile vicino a Bath i cui edifici erano stati requisiti dall'Ammiragliato. Il personale di servizio interno di Longleat fu licenziato e il personale ridotto a 14 persone.
Alla morte del V marchese, nel 1946, suo figlio si trovò ad affrontare decisioni difficili, con un conto di 700.000 sterline da pagare per le imposte di successione e, dopo otto anni di occupazione da parte della Royal School, la casa necessitava urgentemente di lavori di ristrutturazione. Le sorelle del VI marchese aprirono la casa per un giorno a scopo benefico, e il successo fu tale che egli decise di aprirla al pubblico come attività commerciale. Seguì la creazione del primo parco safari al di fuori dell'Africa nel 1966. Più tardi, nel 1975, il marchese fece piantare il labirinto, per alcuni il più lungo del mondo. La prima capanna del villaggio fu costruita nel 1920. La marchesa di Bath era molto interessata al nuovo movimento del Women's Institute e desiderava che a Horningsham si fondasse una succursale. A questo seguì presto un Club maschile. Nel 1930 fu costruita la sala comunale.

### Storia della comunità religiosa
Horningsham ha due luoghi di culto, entrambi di antica origine. La chiesa parrocchiale fu fondata nel XII secolo. L'unica parte medievale sopravvissuta è la torre in stile gotico inglese, e anche questa ha subito alcuni restauri. La chiesa è stata praticamente ricostruita due volte: le prime modifiche avvennero nel 1783 e ulteriori modifiche nel 1843. Quest'ultima comportò l'ampliamento della chiesa e richiese un anno per essere completata. L'edificio più antico aveva spazio solo per 400 persone. La popolazione nel 1841 era di 1290 persone, quindi la chiesa era troppo piccola. La nuova chiesa poteva ospitare 700 persone. Questo era importante, poiché a quel tempo tutti gli inquilini di Lord Bath erano tenuti a partecipare alla messa ogni domenica. La comunità religiosa continuò a prosperare fino alla seconda guerra mondiale, quando fu attiva una squadra di campanari e un coro.
Negli anni cinquanta del XX secolo la situazione iniziò a cambiare e i fedeli divennero meno numerosi, anche se la chiesa rimane aperta al culto ogni domenica. Horningsham ospita anche una cappella congregazionale, nota come Old Meeting House. La cappella fu costruita nel 1556. Fu utilizzata dagli scozzesi al servizio di Sir John Thynne per contribuire alla costruzione di Longleat House. Potrebbe essere la più antica chiesa libera d'Inghilterra ma sicuramente è la più antica ancora in uso per il culto.
Come la chiesa, la cappella fu ampliata nel XVIII e nel XIX secolo. I banchi a cassetta furono sostituiti nel 1863, ma quelli nelle due gallerie laterali sono ancora intatti. Un grande orologio a quadrante è appeso sopra la galleria. Nel 1988 fu lanciata una raccolta fondi di 25.000 sterline per consentire l'esecuzione di ampi lavori di riparazione. Il tetto fu rivestito di paglia, le finestre furono rivestite di piombo e si procedette alla decorazione esterna e interna. I lavori durarono tre anni e culminarono con una funzione di ringraziamento nel 1992, a cui parteciparono artigiani e donatori. Sebbene l'attuale congregazione sia molto piccola, ogni domenica si tiene ancora una funzione.

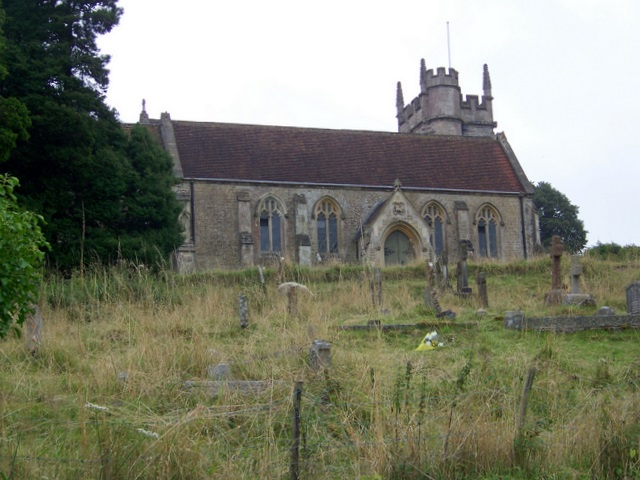
Chiesa di San Giovanni Battista

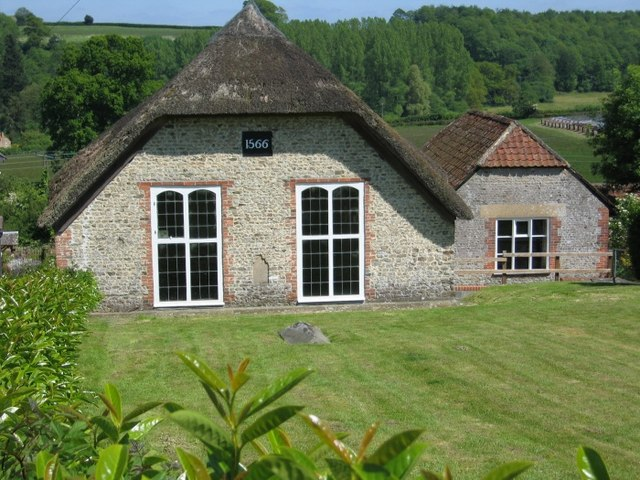
Cappella congregazionale

## Monumenti e luoghi d'interesse
Ci sono vari edifici storici e altri siti d'interesse nel territorio di Horningsham. La canonica in Church Street fu costruita nel 1901. Sostituì la vecchia canonica, demolita l'anno precedente quando il canonico Jacob andò in pensione. La demolizione fu menzionata dalla stampa, che deplorò la perdita del vecchio edificio. In parte con tetto di paglia e in parte con tegole, che mostrava chiaramente periodi di costruzione diversi, era un edificio molto amato e ricco di carattere, di cui gli abitanti del villaggio sentivano profondamente la mancanza.

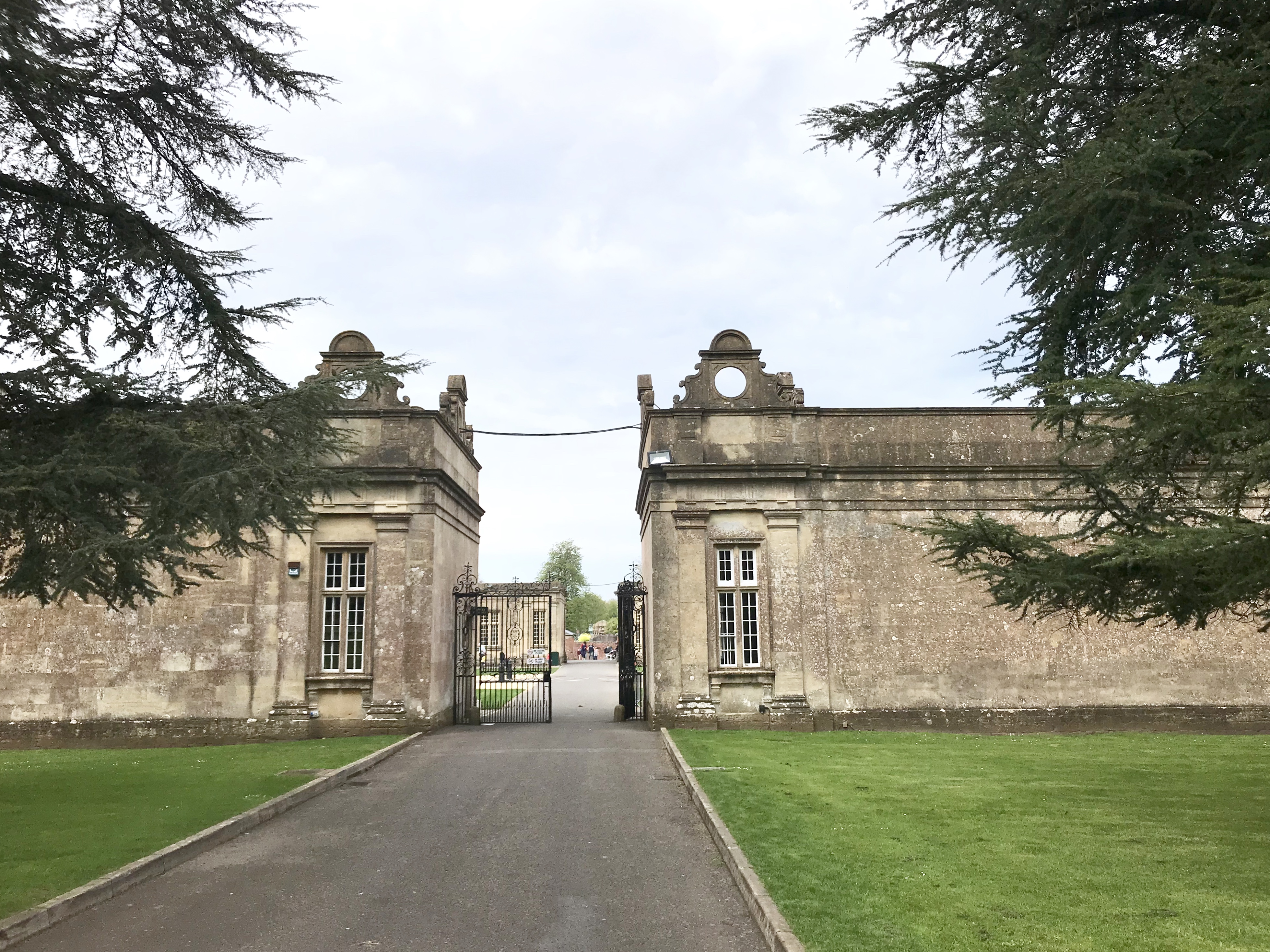
Cncello di ingresso a Longleat

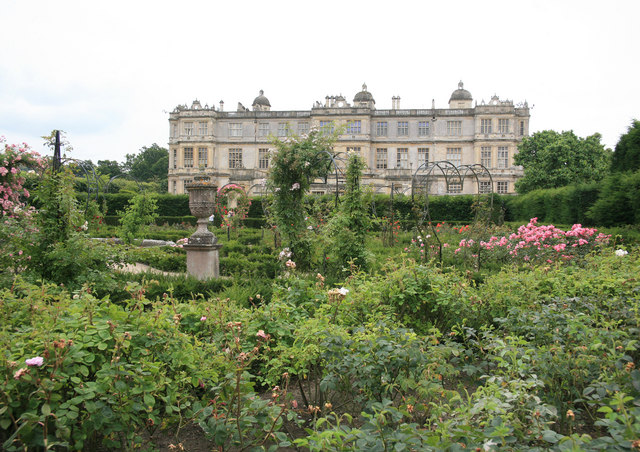
Longleat House

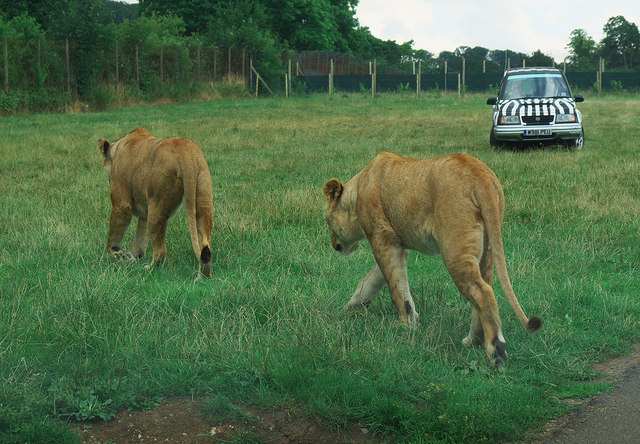
Longleat Safari Park

- Chiesa di San Giovanni Battista (in inglese Church of St. John the Baptist). La chiesa è un elemento importante della comunità di Horningsham. Quando Sir Robert de Vernon, Lord di Horningsham, costruì questa chiesa nel 1154, scelse un contesto importante. L'edificio fu donato alla Collegiata di Heytesbury. Sir Humphrey de Bohun donò terreni, animali e una casa per stipendiare un sacerdote. La prima descrizione risale a una visita del 1224. La chiesa era in pietra con un tetto di scandole. Era dedicata a San Giovanni Battista, sebbene non formalmente, aveva un battistero ma non un vero e proprio fonte battesimale. Non c'era un cimitero e il sito non era recintato, lasciando gli animali liberi di vagare. Una visita del 1408 riportò che erano stati aggiunti un fonte battesimale, un cimitero e una recinzione. La recinzione risultò danneggiata fu necessario che venisse riparata dai parrocchiani prima di Natale, altrimenti avrebbero dovuto pagare una multa. I documenti della chiesa del XVII secolo mostrano che l'edificio era costantemente "fuori servizio". Porte, finestre e muri necessitavano sempre di manutenzione, e questo per incuria del sacerdote. Il documento descrive ampiamente le sue numerose mancanze. Nel 1783 ebbe luogo la prima importante ricostruzione. Il muro sud fu abbattuto e ricostruito. Il portico fu spostato sul lato nord. All'interno c'erano due gallerie, una delle quali era destinata ai cantori. Nel 1810 siprocedette, il presbiterio fu ricostruito e la navata nord fu innalzata per allinearla al resto della chiesa. I lavori furono finanziati da Lord Bath e, durante i lavori, le funzioni religiose si tennero nella cappella di Longleat. Nel 1817 fu ricostruita la galleria dei cantori. La musica fu affidata a tre clarinetti, un flauto e una viola da gamba. Nel 1835 si cominciò a pensare a una nuova chiesa, poiché quella esistente non era abbastanza grande da ospitare la popolazione in crescita. La costruzione iniziò nel 1843 e fu completata nel settembre dell'anno successivo. Fu aggiunta una navata laterale nord e il resto della chiesa fu ampliato per ospitare altre 200 persone. L'intero costo fu sostenuto dalla III marchesa di Bath. Nel 1910 la chiesa si riempiva ogni domenica di fedeli e musicisti. Il maestro di scuola di allora, Thomas Welborn, era un vero musicista, poiché era sia organista sia direttore del coro. Un suono di campane accoglieva i fedeli in chiesa. Tutta la famiglia Bath si presentava ad ascoltare la lezione del padre. Dietro di loro sedevano i servi e i mezzadri, poi gli altri abitanti del villaggio. Ci si aspettava che tutti partecipassero. L'English Heritage ha inserito dall'11 settembre 1968 la chiesa di San Giovanni Battista a Horningsham tra gli edifici storici come monumento classificato di seconda categoria col numero  1364356. La chiesa appartiene alla diocesi di Salisbury.[9][10][11][12]
- Cappella congregazionale. La cappella è nota per essere ritenuta "la più antica cappella non conformista d'Inghilterra" anche se non vi sono prove documentali. Sir John Thynne assunse diversi massoni scozzesi per aiutarli a costruire Longleat House. Non essendoci una cappella presbiteriana in cui poter pregare, celebrarono le loro funzioni a Penny's Wood finché Sir John non diede loro il permesso di costruirne una. Tutti i primi documenti relativi alla cappella sono purtroppo andati perduti. La parte più antica della sala riunioni risale probabilmente al 1700 circa, quando un contratto di locazione testimonia di un edificio di recente costruzione, situato in un recinto di pascolo o giardino di proprietà di George French, era registrato per il culto. Col tempo furono eseguiti numerosi lavori di riparazione e ampliamento, in particolare il tetto di paglia. Queste modifiche sembrano coincidere con l'opera di un pastore che trascorse molti anni a prendersi cura dei fedeli di Horningsham. Il primo ampliamento ebbe luogo nel 1754, quando era pastore Lebbeus Driver. Nel 1816 fu ulteriormente ampliata, questa volta verso ovest. La fase successiva ebbe luogo nel 1863, quando fu posato un nuovo pavimento, si sistemò una nuova copertura di paglia e vennero apportate nuove decorazioni. I vecchi banchi a cassetta furono rimossi e sostituiti. I candelieri in ottone furono venduti e sostituiti con lampade a olio. Nel 1935 la cappella fu nuovamente ricoperta di paglia, pavimentata e dipinta. Nel 1988 fu lanciata un'importante raccolta fondi e donazioni arrivarono da tutto il paese, persino dall'America, per finanziare il tetto di paglia, le decorazioni, la sostituzione delle finestre con piombo e un sistema di drenaggio alla francese.[13]
- Longleat House. Longleat è una dimora storica nobiliare, importante esempio di dimora elisabettiana, è un edificio classificato di prima categoria e sede dei marchesi di Bath.[14]

## Geografia antropica

### Urbanistica
La parrocchia civile di Horningsham comprende, oltre al villaggio di Horningsham le frazioni di Hitcombe Bottom e Newbury.

## Economia
Ancora nel XIX secolo la maggior parte degli uomini lavorava come bracciante agricolo o nei boschi. Nel 1850 Thomas Pope, da solo, impiegava 50 uomini nella sua fattoria di 800 acri. Negli anni venti, Horningsham aveva ancora numerose piccole fattorie. Gradualmente scomparvero man mano che le macchine sostituivano gli uomini, e solo i grandi agricoltori potevano permettersi di competere. La silvicoltura era la seconda principale fonte di occupazione. Questo è sempre stato un interesse fondamentale per i Thynne. Il primo marchese di Bath vi era particolarmente interessato e alla sua morte, nel 1796, erano stati piantati oltre un milione di alberi. Il lavoro era stagionale e durante l'inverno forniva lavoro a tutti i braccianti della zona.
Tra la fine del XIX secolo e l'inizio del XX secolo, i due negozi principali di Chapel Street e Newbury fornivano generi alimentari agli abitanti del villaggio, e c'erano anche altri negozi più piccoli che tendevano a combinare questo servizio con un altro. Uno vendeva birra, un altro pane, un altro tessuti. I sarti del villaggio confezionavano abiti per i guardiani e i bambini delle scuole. I portatori vi portavano a Warminster o Frome. La fabbrica di sedie e il lanificio erano altre fonti di occupazione. Quattro generazioni di Thornes produssero sedie, reti da letto e spazzole nella loro fabbrica di Chapel Street dal 1789 al 1936. C'erano due gualchiere, una delle quali fu convertita in un lanificio a galoppo, grazie al quale un uomo e un ragazzo potevano lavorare in due ore quanto trenta uomini potevano fare in un giorno. Questo fu distrutto da una folla di tosatori in rivolta provenienti dal Wiltshire e dal Somerset nel 1767. La rivolta fu così nota che fu menzionata non solo sulla stampa locale, ma anche ne Il Capitale di Karl Marx. Il mulino superiore fu demolito prima del 1820. Il mulino inferiore fu convertito al commercio della seta entro il 1812. Sul sito superiore si trova ancora la bella casa del sarto, e vi è una serie di edifici, poi convertiti in abitazioni, che probabilmente facevano parte della tintoria, poiché a un'estremità si trova l'ex stufa di essiccazione esagonale.